# Lance McCullers
Pour son père, voir Lance McCullers (baseball, 1964).
Lance McCullers (né le 2 octobre 1993 à Tampa, Floride, États-Unis) est un lanceur droitier des Astros de Houston de la Ligue majeure de baseball. 
Il est le fils de Lance McCullers, ancien lanceur de relève.

## Carrière
Lance McCullers, qui est édudiant et joueur de baseball à l'école secondaire, est un des deux joueurs choisis par les Astros de Houston en première ronde du repêchage amateur de 2012. Ils en font le 41e joueur sélectionné au total, à la faveur d'un choix compensatoire obtenu après la perte de Clint Barmes, un de leurs anciens joueurs devenu agent libre et parti chez les Pirates de Pittsburgh. Il signe deux semaines plus tard son premier contrat professionnel avec les Astros, qui lui versent une prime à la signature de 2,5 millions de dollars. 
Avant la saison 2013, Baseball America le classe au 50e rang des joueurs d'avenir les plus prometteurs, et 77e un an plus tard. Une difficile saison 2014 dans les ligues mineures le fait disparaître du top 100 annuel de Baseball America. Il gradue en 2015 au niveau Double-A des ligues mineures et, après n'avoir accordé que deux points mérités à ses 29 premières manches lancées pour les Hooks de Corpus Christi de la Ligue du Texas, il est rappelé dans les majeures par les Astros de Houston le 15 mai 2015.
Il fait ses débuts dans les majeures comme lanceur partant des Astros le 18 mai 2015 et n'est pas impliqué dans la décision au terme du match perdu 2-1 par Houston contre les Athletics d'Oakland.
McCullers est élu meilleur lanceur du mois de mai 2017 dans la Ligue américaine.